# Drehspiegelmethode

Funktionsprinzip und für die Berechnung benötigte Größen der Drehspiegelmethode

Einfacheres Schema des Fizeau-Foucault-Apparates und die Verbesserung durch Michelson

Die Drehspiegelmethode ist ein 1850/51 von Léon Foucault entwickeltes Verfahren zur Messung der Lichtgeschwindigkeit. Er war damit in der Lage, die Lichtgeschwindigkeit mit 298.000 km/s relativ genau zu bestimmen.

## Funktionsweise
Eine Lichtquelle wird hinter einem Projektionsschirm mit einer Durchlassöffnung so angeordnet, dass deren Licht auf einen rotierenden Spiegel fällt. Von diesem wird es auf einen festen Spiegel gelenkt, von dem aus es wieder zurück ins Zentrum des rotierenden Spiegel reflektiert wird. Um dies unabhängig vom Winkel des Drehspiegels zu erreichen, muss entweder ein Hohlspiegel oder eine zusätzliche Linse verwendet werden. Da sich der Drehspiegel in der Zwischenzeit weitergedreht hat und damit in einem anderen Winkel zum Lichtstrahl steht, wird der Lichtstrahl nun nicht mehr auf den Ausgangspunkt (die Lichtquellenöffnung)  zurück reflektiert, sondern auf einen Punkt {\displaystyle P} daneben auf dem Projektionsschirm. Voraussetzung ist eine hinreichende Winkelgeschwindigkeit des Spiegels; dieser muss also ziemlich schnell rotieren, damit überhaupt ein messbarer Unterschied entsteht.
Durch Messung des Abstands {\displaystyle X} zwischen dem Reflexpunkt {\displaystyle P} und dem Lichtstrahl bei {\displaystyle D} ist es mit den unten aufgeführten Formeln möglich, bei bekannter Drehfrequenz des Spiegels und bekannten Abständen des festen Spiegels vom Drehspiegel ({\displaystyle S}) und dem Schirm vom Drehspiegel ({\displaystyle L}), die Lichtgeschwindigkeit im Labor zu bestimmen.

## Berechnung
Das Licht, das vom Drehspiegel auf den festen Spiegel reflektiert wird und von dort zurück auf den Drehspiegel trifft, legt in der Zeit {\displaystyle \Delta t} zweimal die Strecke {\displaystyle S} zurück. Also gilt:
{\displaystyle 2S=c\cdot \Delta t}
Während der Laufzeit {\displaystyle \Delta t} des Lichts hat sich der mit der Drehfrequenz  {\displaystyle f}  drehende Drehspiegel um den Winkel {\displaystyle \beta } gedreht:
{\displaystyle \beta =2\pi \cdot f\cdot \Delta t}
Löst man die erste Gleichung nach {\displaystyle \Delta t} auf und setzt sie in die zweite Gleichung ein, so ergibt sich für die Lichtgeschwindigkeit {\displaystyle c}
{\displaystyle c={\frac {4\pi fS}{\beta }}}
Da die Drehung des reflektierten Strahls durch die Drehung des Einfallslotes (Spiegels) um {\displaystyle \beta } und die Veränderung des Einfallswinkels um {\displaystyle \beta } bewirkt wird, dreht sich nach dem Reflexionsgesetz der reflektierte Lichtstrahl um den doppelten Winkel  {\displaystyle \alpha =2\beta }. 
Mit {\displaystyle L} als Abstand der Projektionsschirmfläche zum Drehspiegel gilt 
{\displaystyle X=L\cdot \tan(2\beta )}
Bei einem Projektionsschirm mit einer zylindrischen Fläche, deren Mittelpunkt in der Achse des Drehspiegels liegt, gilt für kleinen Winkel
{\displaystyle X=L\cdot \tan(2\beta )\approx L\cdot 2\beta } ,
sofern der Winkel {\displaystyle \beta } im Bogenmaß angegeben wird. Setzt man das Ergebnis {\displaystyle \beta \approx {\frac {X}{2L}}} in die obige Gleichung für {\displaystyle c} ein, so ergibt sich:
{\displaystyle c={\frac {8\pi \cdot f\cdot L\cdot S}{X}}}

## Weitere Messungen und Verbesserungen
1879 ergaben Messungen von Albert A. Michelson mit der Drehspiegelmethode eine Lichtgeschwindigkeit von 299.910±50 km/s. Nachdem er den Versuchsaufbau weiter verbessert hatte, veröffentlichte Michelson 1883 einen Wert von 299.853±60 km/s. Dieser Wert kommt der Lichtgeschwindigkeit im Vakuum von 299.792,458 km/s schon sehr nahe.